# 大唐清河郡王纪功载政之颂碑
38°08′34″N 114°33′55″E / 38.14278°N 114.56528°E
大唐清河郡王纪功载政之颂碑位于中国河北省石家庄市正定县解放街西侧，俗称李宝臣碑、封冻碑、风动碑。

## 简介

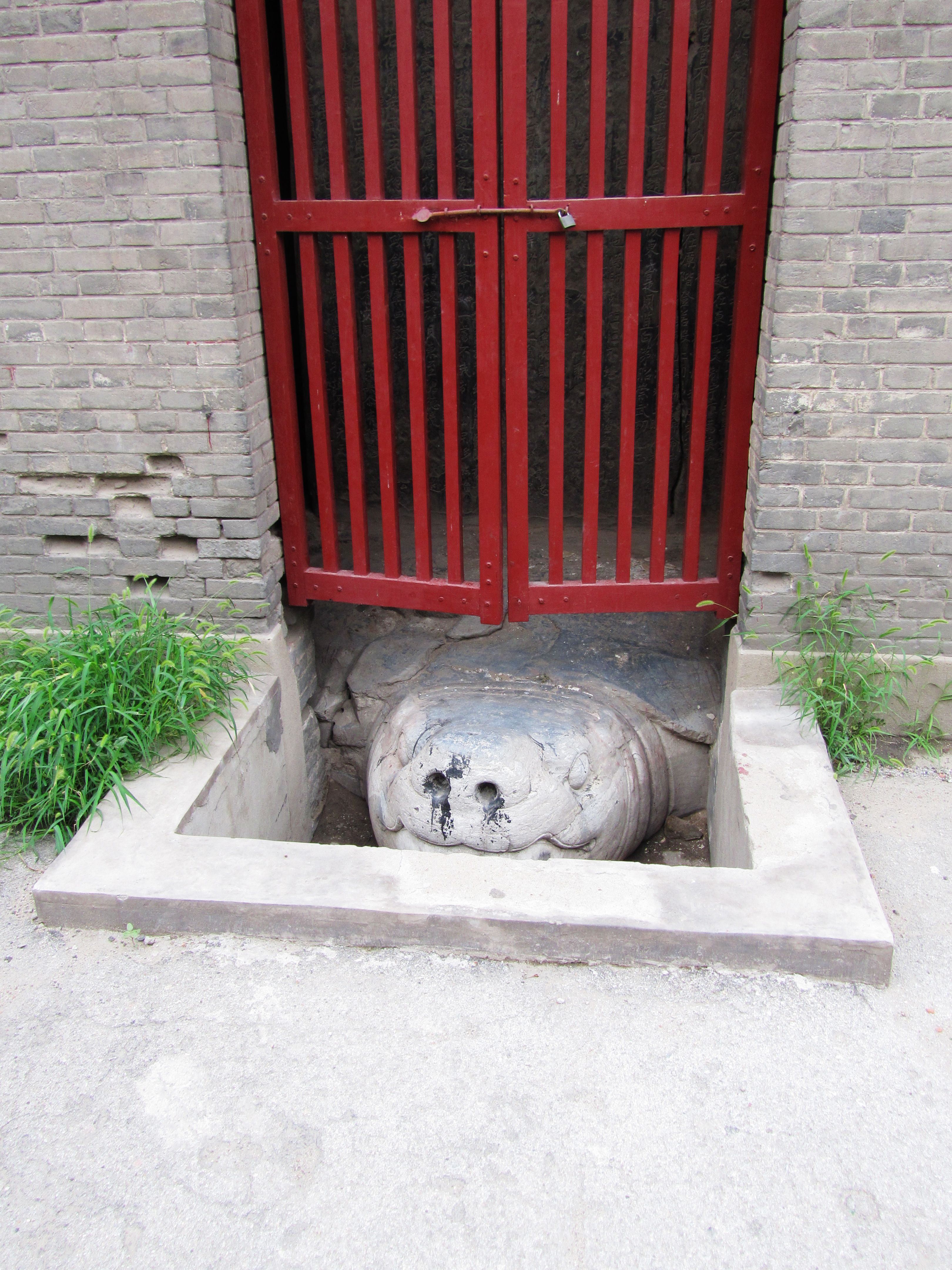
龟趺

立于唐永泰二年（766年）七月一日。由唐代宗敕令，王佑撰，王士则书并篆，为赞颂成德军节度使李宝臣的政绩功德所建。碑文主要记述了李宝臣牧恒期间因滹沱河水涨，水溢至城而发动民众修途、修堤疏导，使民众泰然自若，以及史朝义叛乱致使人民负担过重，为免于民众苛税之苦而实行“封征不赋”的安民政策等事宜。
碑高6米、宽2.5米、厚0.48米。龟趺座，双龙抱额。纂额“大唐清河郡王纪功载政之颂”12个大字，碑文阴刻，现存1007字，书体正书并行书。1953年建碑亭保护，1956年被列为第一批河北省文物保护单位，2001年被列为第五批全国重点文物保护单位。